# Nu (dokumentarfilm)
 For alternative betydninger, se Nu (flertydig). (Se også artikler, som begynder med Nu)
|  | Denne artikel er oprettet af botten Steenthbot ud fra en ekstern database. Den kan derfor have sproglige fejl eller mangler. Denne skabelon kan fjernes efter kontrol af indholdet. |

Nu er en dansk dokumentarfilm fra 1971 instrueret af Jack Kampmann efter eget manuskript.

## Handling
En filmisk konfrontation mellem gamle mennesker, som lister rundt og er fortabte, og ungdommen, som har travlt med at komme videre.